# 시바타촌
시바타촌(柴田村)은 아오모리현 니시쓰가루군에 놓여졌던 촌이다.

## 연혁
- 1889년 4월 1일 - 정촌제 시행에 의해 니시쓰가루군 시바타촌, 나카다테촌, 기쿠가와촌, 지요다촌, 후쿠하라촌과 합병해, 시바타촌이 성립하였다.
- 1904년 4월 1일 - 니시쓰가루군 기즈쿠리정의 다이지니고리카와를 편입.
- 1955년 3월 30일 - 니시쓰가루군 기즈쿠리정, 고시미즈촌, 가와즈케촌, 슈세이촌, 다테오카촌, 나루사와촌의 일부(다이지데키시마)와 합병해, 기즈쿠리정을 신설해 소멸하였다.